# محمدرضا اسحاقی
محمدرضا اسحاقی سرتیپ پاسدار فرماندهی انتظامی جمهوری اسلامی ایران است، که هم‌اکنون به‌عنوان فرمانده انتظامی استان سیستان و بلوچستان فعالیت می‌کند.
اسحاقی از ۱۳۸۴ تا ۱۳۸۵ فرماندهی قرارگاه نصر یک را برعهده داشت، از ۱۳۸۵ تا ۱۳۸۹ فرمانده انتظامی استان کرمان بود، در فاصله سال‌های ۱۳۸۹ تا ۱۳۹۶ به‌عنوان فرمانده انتظامی استان خوزستان فعالیت می‌کرد، از ۱۳۹۶ تا ۱۳۹۸ فرماندهی انتظامی استان گیلان را برعهده داشت و از ۱۳۹۸ تا ۱۴۰۳ معاون مهندسی و پدافند غیرعامل فرماندهی انتظامی بود. وی در سال ۱۴۰۲ درجه سرتیپی دریافت کرد.